# Guido Schumacher
Guido Schumacher (Wermelskirchen, RFA, 14 de diciembre de 1965) es un deportista alemán que compitió para la RFA en judo. Ganó dos medallas en el Campeonato Europeo de Judo en los años 1988 y 1990.

## Palmarés internacional
| Campeonato Europeo | Campeonato Europeo | Campeonato Europeo | Campeonato Europeo |
| Año                | Lugar              | Medalla            | Categoría          |
| ------------------ | ------------------ | ------------------ | ------------------ |
| 1988               | Pamplona (España)  | Medalla de plata   | –65 kg             |
| 1990               | Fráncfort (RFA)    | Medalla de oro     | –71 kg             |